# هنري د. فيليبس
هنري د. فيليبس (بالإنجليزية: Henry D. Phillips)‏ هو قسيس أمريكي، ولد في 16 يناير 1882 في فيلادلفيا في الولايات المتحدة، وتوفي في 29 يونيو 1955 في بون في الولايات المتحدة.